# José María O'Kean
José María O'Kean Alonso (Sevilla, 1957) es un catedrático español de economía aplicada, profesor de varias materias económicas en la Universidad Pablo de Olavide de Sevilla desde 1997 y en el IE Business School desde 1991. Sus intereses por la investigación se centran en la coyuntura macroeconómica, el estudio del contenido de la función empresarial, el impacto económico de las TICs y la economía de la información, el entorno económico de las empresas y el pensamiento económico.

## Biografía
Es hijo del sastre sevillano José María O`Kean Blanco (1927 - 2004), que fue hermano mayor de la Hermandad del Valle. Es Doctor en Economía por la Universidad de Sevilla (1986), Executive Master en e-business por el Instituto de Empresa (2001), Senior Associate Membrer del St. Antony´s College de la University of Oxford (1985) y fue investigador visitante en la John F. Kennedy School of Government de la Harvard University (1987). 
Ha sido decano de la Facultad de Ciencias Empresariales de la Universidad Pablo de Olavide de Sevilla desde su creación en 1997 hasta 2003, año en el que pasó a ser vicerrector de Fundaciones de esta Universidad hasta junio de 2007. Ha ocupado diversos cargos académicos en las Universidades de Cádiz, Sevilla y Huelva y ha sido director de la sede en Sevilla de la Universidad Internacional Menéndez Pelayo.
Escribe artículos de prensa en Expansión, Cinco Días y el Boletín Económico del Instituto de Empresa, e imparte numerosas conferencias sobre la crisis financiera y su impacto en economía real. Es autor de diversos libros y artículos de investigación, así como de un manual de Economía del que se han publicado varias ediciones que se distribuye en varios países de habla hispana. También ha aparecido en programas televisivos de actualidad económica a nivel nacional en grupos privados como Atresmedia (La Sexta Noche, Espejo Público), así como en la cadena pública de Andalucía Canal Sur (RTVA).
Es comentarista ocasional en "Al Rojo Vivo", en la cadena privada La Sexta. 
Ha colaborado con diversas empresas e instituciones en proyectos de investigación, seminarios, y programas in-company con los directivos de las mismas (entre ellas: Microsoft, IBM, Inditex, Accenture, Mercadona, PwC, Vinci Energies o Abengoa).